# Amt Wriezen
Das Amt Wriezen, auch Bruchamt Wriezen war ein kurfürstlich-brandenburgisches, später königlich-preußisches Domänenamt mit Sitz in der Stadt Wriezen (Landkreis Märkisch-Oderland, Brandenburg). Das Amt Wriezen wurde 1821 mit dem Amt Freienwalde zusammengelegt (Sitz in Wriezen). Der Name Bruchamt rührt daher, dass das Amtsgebiet große Teile des nördlichen Oderbruchs umfasste. 

## Geschichte
Das Amt Wriezen ging aus der landesherrlichen Vogtei Wriezen hervor. Dazu gehörten seit alters die Dörfer Alt-Kietz, Alt-Lewin, Alt-Medewitz und Alt-Trebbin. Das Amtsgebiet umfasste große Teile des nördlichen Oderbruchs. Bereits für 1433 ist der Name Bruchamt belegt. Im 18. Jahrhundert wurde das Oderbruch meliorisiert und darauf zahlreiche neue Kolonien (auch) auf Amtsgebiet angelegt. Das Amtsgebiet reichte auch in die Neumark hinein, da der damalige Oderlauf weiter westlich lag. Durch die Trockenlegung des Oderbruchs wurde ein neues Oderbett gegraben, das weiter östlich lag. Dadurch kamen auch eine ganze Reihe neumärkische Dörfer westlich der Oder zu liegen.
Mit dem Bruchamt war bis 1737 das Zollamt verbunden, das in diesem Jahr vom Domänenamt abgetrennt wurde. 1738 wurde das Domänenamt an den Marsch-Commissarius Richter verpachtet. Die Justiz wurde von einem Justizcommissarius verwaltet, den der Generalpächter des Amtes anstellte. 1770 wurde das Domänenjustizamt Wriezen eingerichtet, das für die Ämter Freienwalde, Kienitz und Wriezen zuständig war. Um 1830 hieß es Rent- und Polizeiamt Wriezen-Freienwalde.

### Zugehörige Orte
Die folgende Liste folgt im Wesentlichen der Ortschaftsverzeichnis von 1817.
- Altkietz (Fischerdorf), heute ein Wohnplatz der Stadt Wriezen. Gehörte zum ursprünglichen Zubehör der Vogtei Wriezen.
- Altlewin (Fischerdorf), heute Gemeindeteil von Alttrebbin, Ortsteil der Gemeinde Neutrebbin. Gehörte zum ursprünglichen Zubehör der Vogtei Wriezen.
- Altmädewitz, heute Gemeindeteil von Mädewitz, Ortsteil der Gemeinde Oderaue. Gehörte zum ursprünglichen Zubehör der Vogtei Wriezen.
- Alttrebbin (Fischerdorf), heute ein Ortsteil der Gemeinde Neutrebbin. Gehörte zum ursprünglichen Zubehör der Vogtei Wriezen.
- Altwustrow. Der Ort kam 1708 mit der Herrschaft Alt-Landsberg an das Amt Alt-Landsberg. 1744 wurde es dem Amt Kienitz zugeordnet. Nach 1805 kam es zunächst an das Amt Zehden, 1850 dann schließlich zum Amt Wriezen.[4]
- Bienenwerder (oder Neu Rüdnitzer Herrenwiese[5]), heute Gemeindeteil von Neurüdnitz, Ortsteil der Gemeinde Oderaue. Wurde 1768 neu angelegt.
- Burgwall, heute ein Wohnplatz im Ortsteil Neutrebbin der Gemeinde Neutrebbin. Die Kolonie wurde 1756 neu angelegt, war aber nur in Teilbesitz des Amtes. Vorher standen hier lediglich zwei Fischerhäuser.
- Fährhaus, Fähre und Windmühle, zu Neu Kietz gehörig, heute der Wohnplatz Ausbau am Damm 22–24 im Ortsteil Mädewitz der Gemeinde Oderaue.
- Friedrichshof (oder Neu Wustrower Herrenwiese[5]), heute ein Gemeindeteil von Wustrow, einem Ortsteil der Gemeinde Oderaue. Wurde nach 1753 angelegt, 1765 in Friedrichshof umbenannt.
- Großbarnim, heute ein Wohnplatz im Ortsteil Altbarnim der Gemeinde Neutrebbin (Amt Barnim-Oderbruch). Der Ort kam 1708 mit der Herrschaft Alt-Landsberg zunächst an das Amt Alt-Landsberg, 1744 zum Amt Kienitz. 1803 wurde es vom Amt Kienitz zum Amt Wriezen verlegt.
- Herrnhof (Erbpachtvorwerk), heute Wohnplatz in der Gemeinde Bliesdorf. Wurde um 1770 angelegt.
- Herrenwiese bei Neu-Barnim, Erbpachtvorwerk, heute Wohnplatz Herrenwiese 1 und 2 im Ortsteil Neubarnim der Gemeinde Letschin. Vorwerk wurde nach 1756 angelegt.
- Herrenwiese bei Neu-Lewin, Erbpachtvorwerk, heute Wohnplatz Neulewin 48 und 49 im Ortsteil Neulewin der Gemeinde Neulewin. Das Vorwerk wurde nach 1750 angelegt.
- Königshof (Erbpachtvorwerk, zu Mögelin gehörig), heute Wohnplatz Herrnhof 6 im Ortsteil Bliesdorf, Gemeinde Bliesdorf. 1757 wurde das Gut von Kammerrat Jeckel angelegt.
- Neubarnim (Koloniedorf), heute ein Ortsteil in der Gemeinde Letschin. Die Kolonie Neubarnim wurde 1755/6 auf Amtsgebiet neu aufgebaut.
- Neugaul, heute Gemeindeteil im Ortsteil Rathsdorf, Stadt Wriezen. Wurde 1797/8 nach dem Brand des Dorfes Gaul neu errichtet.
- Neuglietzen, heute ein Wohnplatz der Stadt Bad Freienwalde (Oder). Wurde nach 1755 aufgebaut.
- Neukietz (Fischerdorf), heute ein Gemeindeteil von Mädewitz, Ortsteil der Gemeinde Oderaue. Das Kolonistendorf wurde seit 1755 aufgebaut.
- Neu Königlich Reetz, Adlig Reetz und Königlich Reetz schlossen sich 1952 zu Neureetz zusammen. Neureetz ist heute ein Gemeinde- und Ortsteil der Gemeinde Oderaue. Der Ort wurde 1755/6 neu aufgebaut.
- Neuküstrinchen, heute ein Gemeindeteil im Ortsteil Neuküstrinchen der Gemeinde Oderaue. Wurde 1755 bis 1758 errichtet.
- Neulewin (Koloniedorf), Gemeinde und Ortsteil im Amt Barnim-Oderbruch. Das Kolonistendorf wurde 1755/6 aufgebaut.
- Neulietzegöricke, heute Ortsteil der Gemeinde Neulewin. Wurde 1753/4 angelegt
- Neu Lietzegöriker Mühlen, Etablißement u. zwey Windmühlen, lag etwas abgesetzt südlich vom eigentlichen Ortskern (heute Neulietzegöricke 46, 48, 49 und 50). 1755 auf dem zum Amtsanteil von Altreetz gehörigen Bruchgelände angelegt. 1820 führt die "Topographisch-statistische Übersicht des Regierungs-Bezirks Frankfurt a. d. O." Neu Königlich Reetz unter dem Domänenamt Wriezen auf[5].
- Neumädewitz (Koloniedorf), heute Gemeindeteil von Mädewitz, Ortsteil der Gemeinde Oderaue. Das Kolonistendorf wurde 1758 errichtet.
- Neurüdnitz, Neu angelegt 1754–58,
- Neutrebbin (Koloniedorf), heute ein Ortsteil in der (Groß-)Gemeinde Neutrebbin. Das Kolonistendorf wurde 1755 neu angelegt.
- Neutornow, neu aufgebaut von 1755 bis 1760.
- Herrenwiese, Amtsvorwerk unweit Neu-Tornow
- Neuwustrow, 1753 bis 1755 neu aufgebaut.
- Poulaillier (Vorwerk), auch Fasanenhof, existiert nicht mehr, lag südöstlich von Bienenwerder.
- Rothe-Mühle, Windmühle, zu Alt-Kietz gehörig, existiert nicht mehr, lag etwas östlich der Gebäudegruppe Altkietz 20, im Stadtgebiet von Wriezen.
- Thöringswerder (auch Döringswerder) (Erbzinsetablissement), ein Gemeindeteil von Eichwerder, Ortsteil der Stadt Wriezen. 1764 stand hier ein Etablissement des Kondukteurs Bohne, das anscheinend bis 1775 weiter ausgebaut wurde (1775: neuer Ort).

1811 wurden die beiden Ämter Wriezen und Freienwalde zusammen gelegt bzw. nur noch von einem einzigen Rentbeamten mit Sitz in Wriezen verwaltet. Die beiden Ämter wurden jedoch weiterhin als getrennte Ämter geführt. Nach dem Topographisch-statistischen Handbuch des Regierungs-Bezirks Frankfurt a. O. von 1867 gehörte 1864 Carlsbiese zum Amt Wriezen.

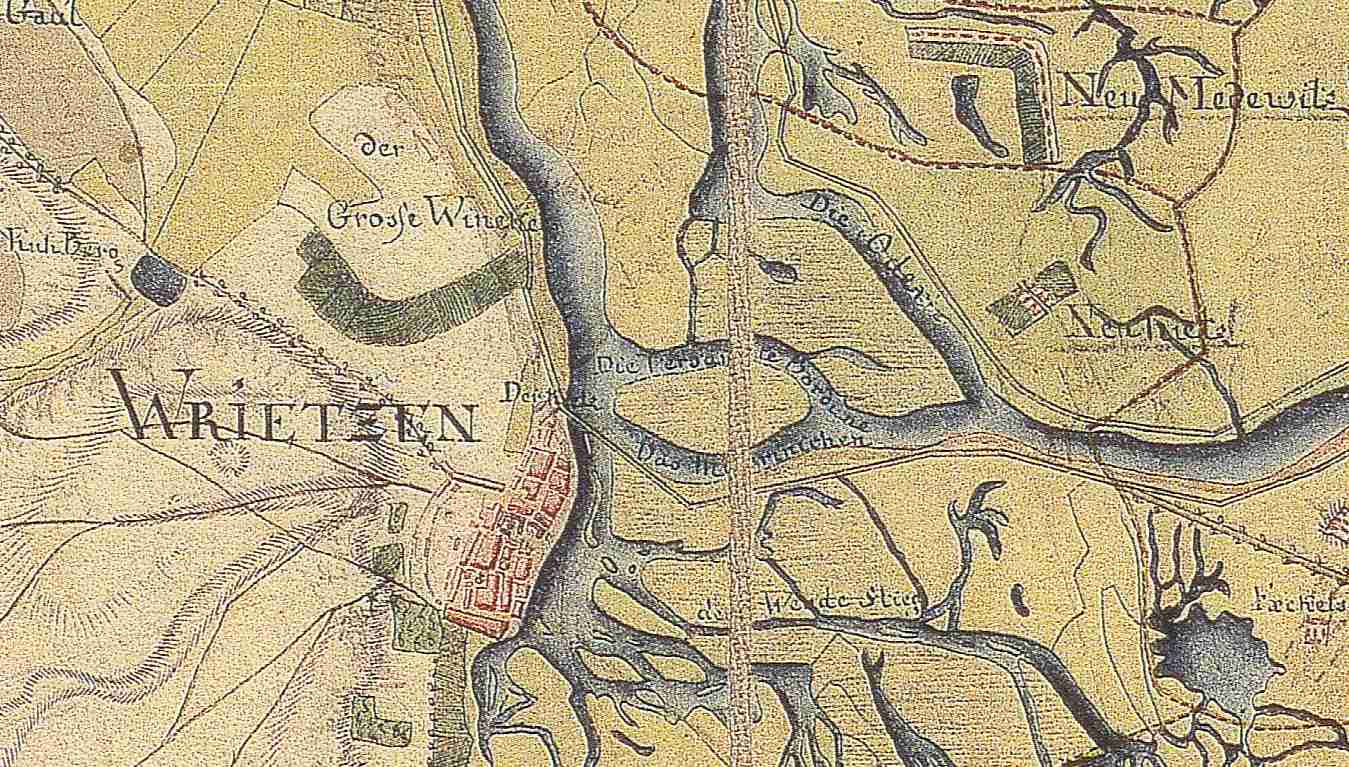
Wriezen auf der Schmettauschen Karte, Sektion 65 Freyenwalde von 1767/87, Ausschnitt

## Die Schiffmühle bei Wriezen
Zum Amt Wriezen gehörte im 18. Jahrhundert auch eine Schiffmühle. Am 28. April 1712 genehmigte das Amt Wriezen den Bau einer Schiffmühle durch den Mühlenmeister Ernst Knape auf einem Arm der (Alten) Oder bei Wriezen, dem sog. Morinichen. Dieser Oderarm ist heute trocken und völlig verschwunden.  Mahlgäste waren die Dörfer Kietz (heute Altkietz bei Wriezen), Lewin (heute Altlewin), Mädewitz (heute Altmädewitz) und Trebbin (heute Alttrebbin). Anscheinend wurde der Bau zügig realisiert. Nach drei Freijahren musste er ab 1716 jährlich zwei Wispel Roggen als Pacht an das Amt Wriezen bezahlen. Am 2. Februar 1729 erwarb Bartholomäus Becker die Schiffmühle mit Ketten, Anker und Wohnhaus für 800 Taler. Doch bereits im selben Jahr sank die Schiffmühle und Becker musste das Amt um drei Freijahre bitten, dass er die Mühle wieder heben und reparieren konnte. Im Jahr wurden durchschnittlich 140 Wispel Roggen gemahlen. Beim Oderhochwasser von 1736 wurde die Schiffmühle mitgerissen. Dreieinhalb Monate lag die Schiffmühle beschädigt im Wasser. Die Rückführung, Reparatur und Instandsetzung dauerte weitere vier Monate. 1742 ordnete das Bruchamt Wriezen an, die Schiffmühle vom Morinichen in die Mädewitzer Oder zu verlegen. Das Amt befürchtete, dass die neuerbauten Buhnen am Morinichen durch die Schiffmühle beschädigt werden könnten. Allerdings war an dieser Liegestelle durch den starken Schiffsverkehr und vor allem die Holzflößerei kein störungsfreier Betrieb möglich. Der Müller verlegte die Mühle wohl wieder an den alten Ankerort. Der Streit zog sich über mehrere Jahre hin, bis das Amt die Mühle 1746 zwangsweise in die Mädewitzer Oder verlegte. Nur wenig später brachte der Müller die Mühle wieder an den alten Liegeplatz im Morinichen. Zwar versuchte das Amt erneut die Mühle wieder in die Mädewitzer Mühle zu verlegen. Letztendlich gab das Amt nach und die Mühle blieb im Morinichen. Ende des Jahres 1754 starb der Schiffmüller Bartholomäus Becker. Im Jahr darauf sank die Mühle und wurde nicht wieder aufgebaut. Die Erben ließen anstatt der Schiffmühle eine Windmühle errichten.

## Amtleute
- 1738 Richter, Generalpächter
- 1775 Johann Daniel Struve, Kriegskommissar[8]
- 1798 Struve, Teichhauptmann[9]
- 1799 Gräve, Justizamtmann[10]
- 1800–1808 Nöldechen, Kammerrat[11][12]
- 1818 v. Krummensee, Amtsrat und Rentbeamter[13]
- 1821 v. Krummensee, Amtsrat und Rentbeamter[14]
- 1824 wird das Amt nicht mehr im Handbuch Hof und Staat aufgeführt[15].
- 1832 (Wriezen und Freienwalde) Hagedorn in Wriezen[16]
- 1843 (Wriezen und Freienwalde) Hagedorn in Wriezen[17]
- 1851 (Wriezen und Freienwalde) Frh. v. d. Goltz (ad int.)[18]
- 1861 Kreitz (ad int.), Es wird kein Rentamt mehr aufgeführt, lediglich noch das Domänen-Polizeiamt Wriezen[19]

## Belege